# Еполет

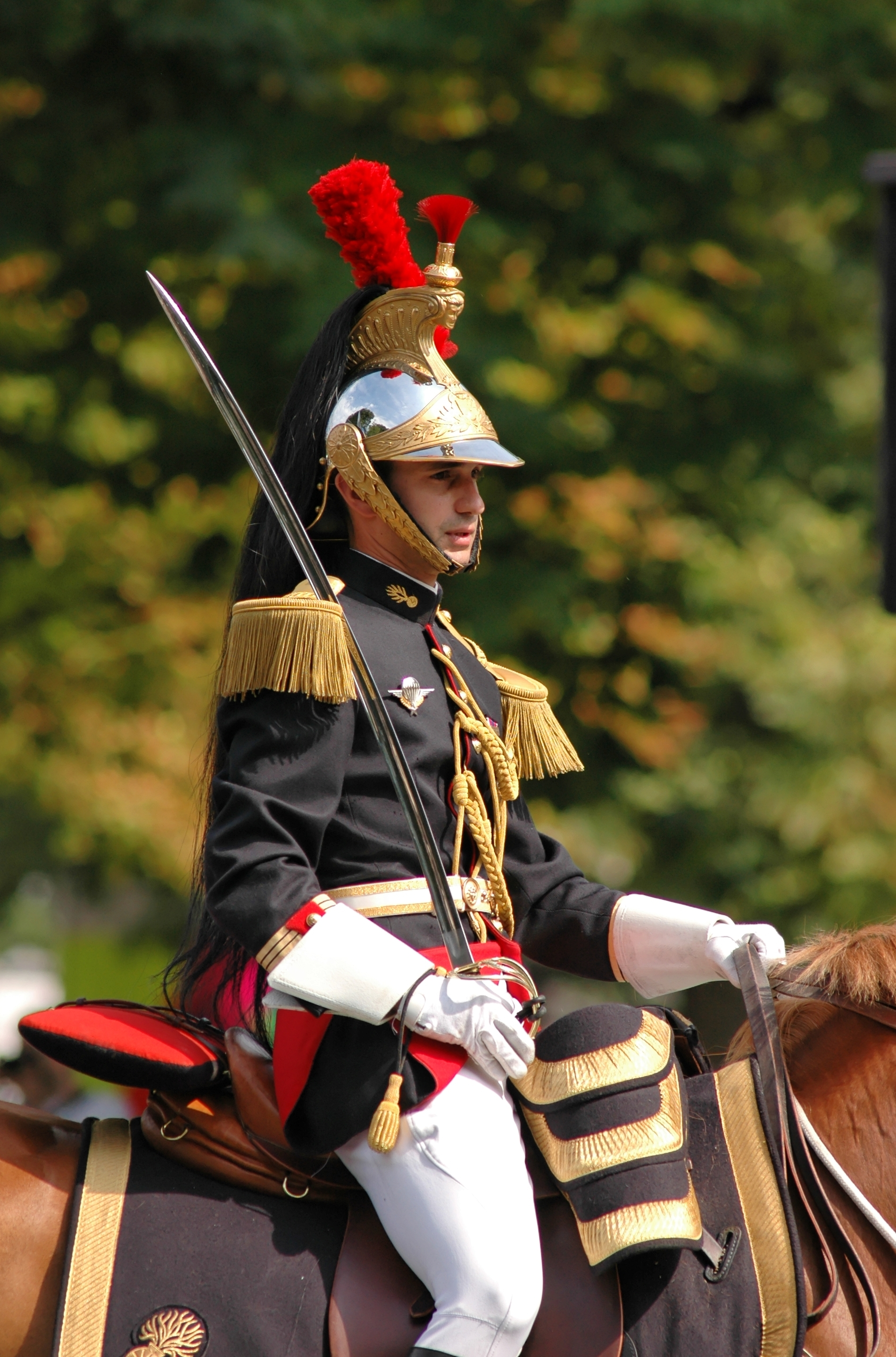
Кавалерист французької республіканської гвардії в парадній формі одягу з еполетами

Еполе́т (від фр. epaulette, дос. «плічко») — наплічний знак розрізнення військового звання на військовій формі. У більшості сучасних армій вийшли з ужитку.

## Загальний опис
У деяких сучасних арміях збереглися, як частина парадного мундира. Поле еполета має форму круга або овала, коренева частина (та, що ближче до шиї) в різних арміях може мати різну форму — від прямокутника до витягнутого півкола. Еполет кріпиться до плеча таким чином: на плече мундира нашитий спеціальний вузький поперечний контрпогон, під яким пропускається коренева частина еполета. На кінці кореневої частини закріплений ґудзик, який шнурками або гачком кріпиться на плече мундира коло коміра. Поле еполета, залежно від рангу військового звання, може бути обрамлене плетеними з дротяної канителі валиками або чеканними накладками, що імітують валики. У військовослужбовців вищого рангу по колу поля може кріпитися бахрома канителі. На полі еполета також можуть бути символи, що позначають звання і належність до роду військ.
Історично походять від елементів лицарського одягу, були характерними для уніформи XIX — початку XX століть в арміях Європи. На початку 19 століття, окрім функції знаків відмінності, були елементом легкого наплічного обладунку, що захищав плечі від ударів шаблі.